# 条叶丝瓣芹
条叶丝瓣芹（学名：Acronema chienii）是伞形科丝瓣芹属的植物，是中国的特有植物。分布于中国大陆的四川等地，生长于海拔3,200米至4,200米的地区，多生在山坡林下或河边，目前尚未由人工引种栽培。

## 异名
- Acronema chienii Shan et S. L. Liou var. dissectum Shan et S. L. Liou